# انتخابات پارلمانی پرو (۲۰۲۰)
انتخابات پارلمانی پرو در ۲۶ ژانویه ۲۰۲۰ برگزار شد. زمان برگزاری این انتخابات بعد از اینکه رئیس‌جمهور مارتین ویسکارا پارلمان را در ۳۰ سپتامبر ۲۰۱۹ منحل کرد، تعیین شد.

## نظام انتخاباتی
پارلمان پرو دارای ۱۳۰ عضو است که از طریق نظام نمایندگی تناسبی و به وسیله اعضای ۲۵ حوزه انتخاباتی تعیین و انتخاب می شود.